# B'z
B'z es una banda japonesa formada en 1988. Sus miembros son Takahiro "Tak" Matsumoto (松本 孝弘 Matsumoto Takahiro?, productor, compositor, guitarrista) y Koshi Inaba (稲葉 浩志 Inaba Kōshi?, letrista, vocalista).

## Biografía
En 1988 B'z firmó un contrato con BMG Japan con la que grabaron su primer disco homónimo. Su primer número uno llegó con 太陽のKomachi Angel (Taiyo no Komachi Angel) en el año 1990 que pertenecía a su tercer álbum Break Through; desde entonces todos sus sencillos son número uno en la primera semana según la lista Oricon.
Gran cantidad de canciones de este grupo se han utilizado como temas de apertura y cierre del anime Detective Conan.
En 2003, HMV Japan los colocó en el puesto 30 en su lista de los 100 artistas pop japoneses más importantes. En 2007, B'z se convirtió en el primer grupo asiático en colocar sus huellas y firmas en el RockWalk de Hollywood. En 2008, fueron galardonados con un récord Guinness por el "grupo con el álbum más vendido en Japón", que también los señala como el grupo más vendido en Japón en general.
A principios de 2012 se anuncia que B'z compondrá Into Free —Dangan— para el videojuego Dragon's Dogma, de CAPCOM. Dicho tema estaría disponible tanto en las versiones occidentales del videojuego como en la japonesa.

## Discografía

### Discos
- 1988 - B'z - 21 de septiembre
- 1989 - OFF THE LOCK - 21 de mayo
- 1990 - BREAK THROUGH - 21 de febrero
- 1990 - RISKY - 7 de noviembre
- 1991 - IN THE LIFE - 27 de noviembre
- 1992 - RUN - 28 de octubre
- 1994 - The 7th Blues - 2 de marzo
- 1995 - LOOSE - 22 de noviembre
- 1997 - SURVIVE - 19 de noviembre
- 1999 - Brotherhood - 14 de julio
- 2000 - ELEVEN - 6 de diciembre
- 2002 - GREEN - 3 de julio
- 2003 - BIG MACHINE - 17 de septiembre
- 2005 - THE CIRCLE - 6 de abril
- 2006 - MONSTER - 28 de junio
- 2007 - Action - 5 de diciembre
- 2009 - MAGIC - 18 de noviembre
- 2011 - C'MON - 27 de julio
- 2015 - EPIC DAY - 4 de marzo
- 2017 - DINOSAUR - 29 de noviembre
- 2019 - NEW LOVE - 29 de mayo
- 2022 - Highway X - 10 de agosto

### Sencillos
- 1998 - だからその手を離して (Dakara Sono Te o Hanashite) - 21 de septiembre
- 1989 - 君の中で踊りたい (Kimi no Naka de Odoritai) - 21 de mayo
- 1990
  - LADY-GO-ROUND - 21 de febrero
  - BE THERE - 25 de mayo
  - 太陽のKomachi Angel (Taiyo no Komachi Angel) - 13 de junio
  - Easy Come, Easy Go! - 3 de octubre
  - 愛しい人よ"Good Night... (Itoshii Hitoyo Good Night...) - 24 de octubre
- 1991
  - LADY NAVIGATION - 27 de marzo
  - ALONE - 30 de octubre
- 1992
  - BLOWIN' - 27 de mayo
  - ZERO - 7 de octubre
- 1993
  - 愛のままにわがままに 僕は君だけを傷つけない (Ai no Mama ni Wagamama ni Bokuwa Kimidake o Kizutsukenai) - 17 de marzo
  - 裸足の女神 (Hadashi no Megami) - 2 de junio
- 1994
  - Don't Leave Me - 9 de febrero
  - MOTEL - 21 de noviembre
- 1995
  - ねがい (Negai) - 31 de mayo
  - love me, I love you - 7 de julio
  - LOVE PHANTOM - 11 de octubre
- 1996
  - ミエナイチカラ ～INVISIBLE ONE～ (Mienai Chikara -INVISIBLE ONE-) - 6 de marzo
  - Real Thing Shakes - 15 de mayo
- 1997
  - FIREBALL - 5 de marzo
  - Calling - 9 de julio
  - Liar! Liar! - 8 de octubre
- 1998
  - さまよえる蒼い弾丸 (Samayoeru Aoi Dangan) - 8 de abril
  - HOME - 8 de septiembre
- 1999 - ギリギリchop (Giri Giri chop) - 9 de junio
- 2000
  - 今夜月の見える丘に (Konya Tsuki no Mieru Oka ni) - 9 de febrero
  - May - 24 de mayo
  - juice - 12 de julio
  - RING - 4 de octubre
- 2001
  - Ultra Soul - 14 de marzo
  - GOLD - 8 de agosto
- 2002 - 熱き鼓動の果て (Atsuki Kodou no Hate) - 5 de junio
- 2003
  - IT'S SHOWTIME!! - 26 de marzo
  - 野性のENERGY (Yasei no ENERGY) - 16 de julio
- 2004
  - BANZAI - 5 de mayo
  - ARIGATO - 1 de septiembre
- 2005
  - 愛のバクダン (Ai no Bakudan) - 9 de marzo
  - OCEAN - 10 de agosto
- 2006
  - 衝動 (Shoudou) - 25 de enero
  - ゆるぎないものひとつ (Yuruginaimono Hitotsu) - 12 de abril
  - SPLASH! - 7 de junio
- 2007
  - FRICTION 3 de abril (1º single digital)
  - 永遠の翼 (Eien no Tsubasa) - 9 de mayo
  - SUPER LOVE SONG - 3 de octubre
- 2008 - BURN -フメツノフェイス- (BURN -Fumetsu no Face-) - 16 de abril
- 2009
  - イチブトゼンブ/DIVE (Ichibutozenbu/DIVE) - 5 de agosto
  - MY LONELY TOWN - 14 de octubre
- 2011
  - さよなら傷だらけの日々よ (Sayonara Kizu Darake no Hibi yo (Goodbye painful days)) 30 de marzo
  - Don't Wanna Lie 1 de junio
- 2012
  - Into Free -Dangan- - 4 de abril (2º single digital)
  - GO FOR IT, BABY -キオクの山脈- (GO FOR IT, BABY -Kioku no Sanmyaku-) - 4 de abril
- 2015
  - 有頂天 (Uchyouten) - 14 de enero
  - RED 10 de junio
- 2016
  - 世界はあなたの色になる (Sekai wa Anata no Iro ni Naru) - 4 de octubre (3º single digital)
  - フキアレナサイ (Fukiarenasai) - 23 de noviembre (4º single digital)
- 2017 - 声明/Still Alive (Seimei/Still Alive) - 14 de junio
- 2021
  - きみとなら (Kimi to Nara) - 21 de mayo (5º single digital)
  - セクシャルバイオレットNo.1 (Sexual Violet No. 1) - 14 de julio
  - UNITE - 1 de octubre (6º single digital)
- 2022 - SLEEPLESS - 24 de junio (7º single digital)
- 2023 - STARS - 12 de julio
- 2024 
  - Get Wild - 15 de mayo (TM NETWORK TRIBUTE ALBUM -40th CELEBRATION-)
  - イルミネーション (Illumination) (8º single digital)
- 2025 - 鞭 (Muchi) - 16 de enero (9º single digital)

### Miniálbumes
- 1989 - BAD COMMUNICATION - 21 de octubre
- 1990 - WICKED BEAT - 21 de junio
- 1991 - MARS - 29 de mayo
- 1992 - FRIENDS - 9 de diciembre
- 1996 - FRIENDS II - 25 de noviembre
- 2021 - FRIENDS III - 8 de diciembre

### Álbumes recopilatorio
- 1998
  - B'z The Best "Pleasure" - 20 de mayo
  - B'z The Best "Treasure" - 20 de septiembre
- 2000 - B'z The Best "Mixture" - 23 de febrero
- 2002 - The Ballads -Love & B'z- - 11 de diciembre
- 2005 - B'z The Best "Pleasure II" - 30 de noviembre
- 2008
  - B'z The Best "ULTRA Pleasure" - 18 de junio
  - B'z The Best "ULTRA Treasure" - 17 de septiembre
- 2013
  - B'z The Best XXV 1988-1998 - 12 de junio
  - B'z The Best XXV 1999-2012 - 12 de junio

### DVD
- 2001
  - LIVE RIPPER - 14 de marzo
  - "BUZZ!!" THE MOVIE - 14 de marzo
  - The true meaning of "Brotherhood"? - 14 de marzo
  - Once upon a time in Yokohama - 14 de marzo
- 2002 - a BEAUTIFUL REEL. B'z LIVE-GYM 2002 GREEN ～GO★FIGHT★WIN～ - 27 de noviembre
- 2004 - Typhoon No.15 ～B'z LIVE-GYM The Final Pleasure "IT'S SHOWTIME!!" in Nagisaen～ - 25 de febrero
- 2006 - B'z LIVE-GYM 2006 "MONSTER'S GARAGE" - 20 de diciembre
- 2008
  - B'z LIVE in なんば - 20 de febrero
  - B'z LIVE-GYM Hidden Pleasure 〜Typhoon No.20〜 - 10 de diciembre
- 2009 - B'z LIVE-GYM Pleasure 2008 -GLORY DAYS- - 25 de febrero (22 de diciembre de 2010 en Blu-ray)
- 2010
  - B'z LIVE-GYM 2010 "Ain't No Magic" at TOKYO DOME - 28 de julio
  - B'z LIVE in なんば 2006 & B'z SHOWCASE 2007 -19- at Zepp Tokyo - 22 de diciembre
- 2012 - B'z LIVE-GYM 2011 -C'mon- - 30 de mayo
- 2013
  - B'z LIVE-GYM 2008 -ACTION- - 30 de enero
  - B'z LIVE-GYM 2005 -CIRCLE OF ROCK- - 27 de febrero
  - B'z LIVE-GYM 2001 -ELEVEN- - 27 de marzo
- 2014 - B'z LIVE-GYM Pleasure 2013 ENDLESS SUMMER -XXV BEST- - 29 de enero
- 2016 - B'z LIVE-GYM 2015 -EPIC NIGHT- - 24 de febrero
- 2018 - B'z LIVE-GYM 2017-2018 “LIVE DINOSAUR” - 4 de julio
- 2019 - B'z LIVE-GYM Pleasure 2018 -HINOTORI- - 13 de marzo
- 2020 - B'z LIVE-GYM 2019 -Whole Lotta NEW LOVE- - 26 de febrero
- 2021 - B'z SHOWCASE 2020 -5 ERAS 8820- Day1〜5 - 25 de agosto
- 2022 - B'z presents LIVE FRIENDS - 14 de diciembre
- 2023 - B'z LIVE-GYM 2022 -Highway X- - 14 de junio
- 2024 - B'z LIVE-GYM Pleasure 2023 -STARS- - 3 de abril